# Far North (film, 2007)
Pour plus de détails, voir Fiche technique et Distribution.
Far North est un film indépendant franco-britannique réalisé par Asif Kapadia, basé sur un court métrage de Sara Maitland. Le film a été présenté dans divers festivals cinématographiques en 2007 et 2008 avant de sortir en DVD le 23 septembre 2008 aux États-Unis.

## Fiche technique
- Titre : Far North
- Réalisation : Asif Kapadia
- Scénario : Asif Kapadia, Tim Miller
- Musique : Dario Marianelli
- Pays de production :  Royaume-Uni,  France
- Durée : 89 minutes
- Dates de sortie :
  -  Norvège : 2007 (Festival international du film de Tromsø)
  -  Italie : 30 août 2007 (Mostra de Venise)
  -  États-Unis : 8 avril 2008 (Philly Film Festival (en))
  -  France : 18 mars 2009

## Distribution
- Michelle Yeoh : Saiva
- Michelle Krusiec: Anja
- Sean Bean: Loki